# Waluta kwotowana
Waluta kwotowana − w parze walutowej, za pomocą której przedstawiane są kursy walutowe, druga z podanych walut (np. w parze GBP/USD walutą kwotowaną jest dolar amerykański (USD), natomiast funt szterling (GBP) – walutą bazową).